# Bad Zell
Bad Zell är en ort och kommun i Österrike. Den ligger i distriktet Freistadt i förbundslandet Oberösterreich, 130 km väster om huvudstaden Wien. 
Kommunen består av 14 orter (Ortschaften) (inom parentes invånarantal 1 januari 2024):

- Aich (407)
- Bad Zell (1 379)
- Barndorf (70)
- Brawinkl (153)
- Erdleiten (160)
- Feiblmühl (7)
- Haselbach (55)
- Hirtlhof (119)
- Lanzendorf (152)
- Maierhof (96)
- Riegl (154)
- Weberberg (76)
- Wolfgrub (5)
- Zellhof (136)